# 成田空港地域共生・共栄会議
成田空港地域共生・共栄会議（なりたくうこうちいききょうせい・きょうえいかいぎ）は、成田国際空港と周辺地域（成田市、香取市、栄町、多古町、横芝光町、富里市、山武市、神崎町、芝山町）の関係を円滑に構築するための組織である。
なお、「成田空港地域共生・共栄会議」の前身である「成田空港地域共生委員会」についてもここで記述する。

## 概要
1993年9月20日から1994年10月11日まで開催された成田空港問題円卓会議の最後に、隅谷調査団の所見「成田空港問題円卓会議終結に当たって」で空港が共生の基本原則に沿って公正に行われているかを監視したり、問題の発生を確認して解決への討議する場を設けるため、「共生懇談会（仮称）」が求められた。そこで、「成田空港地域連絡協議会」（地連協）を母体として「成田空港地域共生委員会」が発足した。
発足以来、円卓会議の合意事項22項目についての点検等を行ってきた。
1997年に成田空港問題を後世に正しく伝えることを目的に歴史伝承部会が設けられ、資料の収集や聞き取り調査が実施された。その事業は財団法人航空科学振興財団に移管され、歴史伝承委員会として活動している。同プロジェクトについては成田空港 空と大地の歴史館#沿革も参照。
地域づくり部会については、2004年に地域振興連絡協議会に移管されている。
2009年4月、成田空港地域共生委員会に変わって、成田空港地域共生・共栄会議が発足した。
2016年7月1日、事務所を航空科学博物館敷地内の成田空港 空と大地の歴史館隣接地に移転した。
ウェブサイトでは「Narita Airport ふれあい街道」として、地域の紹介も行っている。